# Csikóstőttős
Csikóstőttős (németül: Tiedisch) község Tolna vármegyében, a Dombóvári járásban.

## Fekvése
A község Tolna vármegye délnyugati szélén, a Baranyai-hegyhát és a Kapos folyó völgyének a találkozásánál fekszik. A két legközelebbi város a 6 kilométerre (már Baranya vármegyében) található Mágocs és a 8 kilométerre fekvő Dombóvár. A községen halad át a Bonyhádot a 611-es főút kaposszekcsői szakaszával összekötő 6534-es út, valamint a Dombóvár–Bátaszék-vasútvonal, amelynek egy megállási pontja van itt, Csikóstőttős megállóhely. A legközelebbi szomszédos települések Kaposszekcső és Mágocs.

## Története
Első ismert írásos említése 1510-ből való (Tutus alakban), a 17. század végén Csikos Tótos módon írva szerepelt, ekkor Anyavárhoz tartozott. A török hódoltság idején lakossága megfogyatkozott, helyükre a 18. század elején német telepesek költöztek. A falunak ma is jelentős német kisebbsége van (kb. 12%, 2001). A 18. századtól az Esterházy család birtoka volt (dombóvári uradalom). A második világháború után a német lakosok jelentős részét kitelepítették.
1974. december 31-éig Baranya megyéhez tartozott.

## Közélete

### Polgármesterei
- 1990–1994: Körmendi József (független)[2]
- 1994–1998: Körmendi József (független)[3]
- 1998–2002: Pintér Szilárd (független)[4]
- 2002–2006: Pintér Szilárd (független)[5]
- 2006–2010: Pintér Szilárd (független)[6]
- 2010–2014: Pintér Szilárd (független)[7]
- 2014–2019: Pintér Szilárd (független)[8]
- 2019–2023: Kreb Imre (független)[9]
- 2023–2024: Pintér Szilárdné alpolgármester (ügyvivőként)[10]
- 2024– : Pintér Szilárdné (független)[11]

Kreb Imre polgármester 2023. április 30-án elhunyt, a július 23-ra kiírt időközi választást azonban egy időközben bekövetkezett jogszabályváltozás miatt már nem lehetett megtartani. Tisztségét ezért a következő, 2024. június 9-i önkormányzati választásig ügyvivőként Pintér Szilárdné addigi alpolgármester vette át.

## Népesség
A település népességének változása:
| Lakosok száma | 852  | 833  | 828  | 790  | 741  | 741  | 728  |
|               | 2013 | 2014 | 2015 | 2021 | 2022 | 2023 | 2024 |

A 2011-es népszámlálás során a lakosok 89,4%-a magyarnak, 3% cigánynak, 0,3% horvátnak, 9,3% németnek, 0,2% románnak mondta magát (10,2% nem nyilatkozott; a kettős identitások miatt a végösszeg nagyobb lehet 100%-nál). A vallási megoszlás a következő volt: római katolikus 46,6%, református 2,9%, evangélikus 12,6%, görögkatolikus 0,1%, felekezeten kívüli 18,2% (18,4% nem nyilatkozott).
2022-ben a lakosság 88%-a vallotta magát magyarnak, 7% németnek, 1,1% cigánynak, 0,1-0,1% horvátnak, lengyelnek, görögnek és románnak, 2,2% egyéb, nem hazai nemzetiségűnek (10,4% nem nyilatkozott; a kettős identitások miatt a végösszeg nagyobb lehet 100%-nál). Vallásuk szerint 35,1% volt római katolikus, 6,6% evangélikus, 2,6% református, 0,1% görög katolikus, 0,5% egyéb keresztény, 1,1% egyéb katolikus, 13% felekezeten kívüli (41% nem válaszolt).

## Nevezetességei
- Római katolikus templom: barokk stílusú, 18. század vége[17]
- Evangélikus templom: klasszicista stílusú, 19. század vége[18]
- Szent István-szobor[19]